# 응아이레이오우
응아이레이오우(광둥어: 艾里奧 Ngaai6 Lei5 Ou2, 광둥어 발음: [ŋàːi le̬i (ŋ)ōu], 중국어: 艾里奧, 병음: Àilǐào 아이리아오[*], 한자음: 애리오, 1986년 1월 31일~), 또는 엘리우 조제 지 소자 곤사우베스(브라질 포르투갈어: Hélio José de Souza Gonçalves, 브라질 포르투갈어 발음: [ˈɛlju])는 브라질 출신 홍콩의 축구 선수, 지도자로 포지션은 센터백이다. 현재 홍콩 프리미어리그의 이스턴 디스트릭트 SA와 홍콩 축구 국가대표팀에서 활동하고 있으며 이스턴 디스트릭트의 선수 겸 코치를 맡고 있다.

## 국가대표팀 경력
2015년 10월 31일 홍콩특별행정구 여권을 받으며 홍콩 시민권을 취득했고 2016년 6월 3일 베트남 축구 국가대표팀과의 2016 AYA 뱅크컵에서 홍콩 축구 국가대표팀 데뷔전을 가졌다. 그는 2023년 12월 26일 2023년 AFC 아시안컵에 참가하는 홍콩 대표팀 명단에 포함되었다.

## 수상 내역
시티즌
- 홍콩 시니어 실드 : 2010-11

킷치
- 홍콩 프리미어 리그 : 2014–15, 2016–17, 2017–18, 2019–20, 2020–21, 2022–23
- 홍콩 FA컵 : 2014–15, 2016–17, 2017–18, 2018–19, 2022–23
- 홍콩 시니어 쉴드 : 2016–17, 2018–19, 2022–23
- 홍콩 새플링 컵 : 2017–18, 2019–20
- 홍콩 리그 컵 : 2014–15, 2015–16
- 홍콩 커뮤니티 컵 : 2016–17, 2017–18
- AFC 컵 플레이오프: 2015-16